# Dabas Tibor

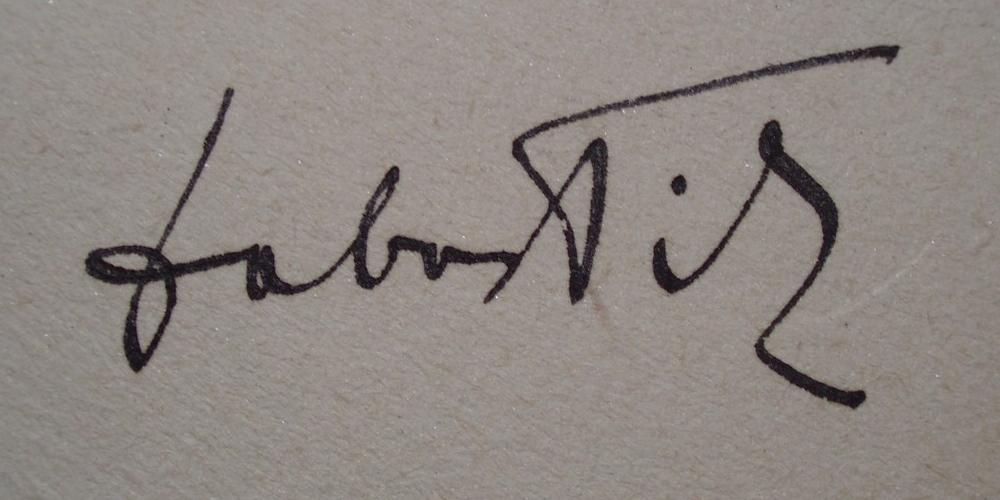
Dabas Tibor aláírása

Dabas Tibor (eredeti neve: Dampf Tibor, írói álneve: Dombrády Tibor?; Tornyospálca, 1915. június 6. – ?) magántisztviselő, költő, író, könyvkiadó.

## Életútja
Dampf Gábor és Tringl Szabina fiaként született. 1943. szeptember 4-én Budapesten házasságot kötött a nála hat évvel fiatalabb Jakab Margit Annával. 1949-ben Ausztráliában, Manly-ban telepedett le. Civilként lett tagja a Magyar Királyi Csendőr Bajtársi Közösségének (MKCsBK).

## Művei
- Dombrády Tibor: A tó lovagja, Drach M. Ny., Pápa, 1936, Vasi mondák 1.
- Álmok őszi almon, versek, Művészek, Írók és Kutatók Szövetkezete, Budapest, 1941

## Egyéb írásai
- Wright, Richard: Meghajszolt vad, Vigilia (Könyvbírálat rovat), 1941, VII. évfolyam 12. szám 512. oldal
- Az útkaparó, 1941 (vers, kiadatlan gépirat, Petőfi Irodalmi Múzeumban)